# Head of the Class (série télévisée, 2021)
Head of the Class est une sitcom américaine développée par Amy Pocha et Seth Cohen qui est sortie sur le service de streaming HBO Max le 4 novembre 2021. Elle est basée sur la série du même nom de Rich Eustis et Michael Elias,. En décembre 2021, la série a été stoppée après une saison.

## Distribution et personnages

### Principaux
- Isabella Gomez dans le rôle d'Alicia Gomez, une nouvelle jeune enseignante de la classe de débat sur les honneurs à l'école secondaire Meadows Creek ayant une personnalité similaire à Charlie Moore, un professeur d'histoire qui a enseigné la classe d'honneur à l'école secondaire Millard Fillmore dans l'original Head of the Class.
- Dior Goodjohn dans le rôle de Robyn Rook, capitaine de l'équipe de débat et secrètement joueur.
- Gavin Lewis dans le rôle de Luke Burrows, membre de l'équipe de débat obsédé par les affaires et la politique.
- Adrian Matthew Escalona dans le rôle de Miles Alvarez, le meilleur ami de Luke et membre de l'équipe de débat qui aime chanter.
- Brandon Severs dans le rôle de Terrell Hayward, fils de Darlene Merriman ( Robin Givens ) du premier Head of the Class, membre de l'équipe de débat et nageur.
- Jolie Hoang-Rappaport dans le rôle de Makayla Washington, membre de l'équipe de débat qui s'intéresse beaucoup aux grands problèmes sociaux.
- Jorge Diaz dans le rôle d'Elliot Escalante, professeur d'anglais à Meadows Creek High School
- Katie Beth Hall dans le rôle de Sarah Maris, la fille du directeur Maris qui est étudiante à l'école secondaire Meadows Creek et nageuse. Elle est étroitement amie avec Terrell. Elle est initialement réticente à rejoindre la classe de débat mais finit par rejoindre l'équipe.

### Récurrent
- Christa Miller en tant que Directrice Maris, directrice de l'école secondaire Meadows Creek et mère de Sarah

### Invité spécial
- Robin Givens dans le rôle de Darlene, la mère de Terrell et coprésidente de l'association des parents de l'école secondaire Meadows Creek. Tout comme son fils, Darlene était elle-même une étudiante avec distinction, ayant participé au programme de distinction individualisé de la Millard Fillmore High School sur la série originale.

## Production

### Développement
Le 12 mai 2020, HBO Max a donné une commande de pilote de redémarrage et cinq scripts supplémentaires pour Head of the Class . Le pilote a été écrit par Amy Pocha et Seth Cohen. Le 31 mars 2021, HBO Max a donné au redémarrage une commande de série composée de dix épisodes. La série est développée par Amy Pocha et Seth Cohen qui devraient produire aux côtés de Jeff Ingold et Bill Lawrence. Phill Lewis a dirigé le pilote. La série est basée sur Head of the Class de Michael Elias et Rich Eustis. Les sociétés de production impliquées dans la série devaient être composées de Doozer Productions et Warner Bros. Télévision. La série est sortie le 4 novembre 2021, avec les dix épisodes. Le 17 décembre 2021, HBO Max a annoncé qu'il n'irait pas de l'avant avec une deuxième saison.

### Casting
En novembre 2020, Isabella Gomez et Jolie Hoang-Rappaport ont été choisies pour les rôles principaux,. Le 17 décembre 2020, Gavin Lewis a rejoint le casting principal. En janvier 2021, Jorge Diaz, Dior Goodjohn, Brandon Severs, Adrian Matthew Escalona et Katie Beth Hall ont été choisis pour jouer tandis que Christa Miller a été choisie pour un rôle récurrent,. Le 12 octobre 2021, un premier clip a révélé que Robin Givens reprend son rôle de Darlene Merriman à capacité non divulgué.

### Tournage
La production a commencé à l'été 2021 à Los Angeles.

## Réactions
Le site Web d'agrégateur d'avis Rotten Tomatoes a rapporté un taux d'approbation de 67% avec une note moyenne de 5,8 / 10, basée sur 9 avis critiques. Metacritic, qui utilise une moyenne pondérée, a attribué une note de 63 sur 100 sur la base de 5 critiques, indiquant "des critiques généralement favorables".